# Менхай
21°57′27″ пн. ш. 100°26′54″ сх. д. / 21.95738° пн. ш. 100.44822° сх. д.
Менхай (кит. 勐海县, пін. Mĕnghăi Xiàn) — один із повітів КНР у складі Сішуанбаньна-Дайської автономної префектури, провінція Юньнань. Адміністративний центр — містечко Менхай.

## Географія
Менхай лежить на висоті близько 1170 метрів над рівнем моря на півдні Юньнань-Гуйчжоуського плато. На північному сході — річка Меконг.

### Клімат
Повіт знаходиться у зоні, котра характеризується вологим субтропічним кліматом. Найтепліший місяць — червень із середньою температурою 23,1 °C. Найхолодніший місяць — грудень, із середньою температурою 12,9 °С.
| Клімат повіту Менхай    | Клімат повіту Менхай | Клімат повіту Менхай | Клімат повіту Менхай | Клімат повіту Менхай | Клімат повіту Менхай | Клімат повіту Менхай | Клімат повіту Менхай | Клімат повіту Менхай | Клімат повіту Менхай | Клімат повіту Менхай | Клімат повіту Менхай | Клімат повіту Менхай | Клімат повіту Менхай |
| Показник                | Січ.                 | Лют.                 | Бер.                 | Квіт.                | Трав.                | Черв.                | Лип.                 | Серп.                | Вер.                 | Жовт.                | Лист.                | Груд.                | Рік                  |
| Середній максимум, °C   | 22,8                 | 25                   | 28                   | 29,8                 | 28,9                 | 28                   | 27                   | 27,4                 | 27                   | 25,7                 | 23,4                 | 21,5                 | 26,2                 |
| Середня температура, °C | 12,9                 | 14,7                 | 18                   | 20,9                 | 22,3                 | 23,1                 | 22,5                 | 22,3                 | 21,3                 | 19,5                 | 16,1                 | 12,9                 | 18,9                 |
| Середній мінімум, °C    | 6,1                  | 7                    | 10,1                 | 14                   | 17,7                 | 20                   | 20                   | 19,5                 | 18,1                 | 16                   | 11,7                 | 7,7                  | 14                   |
| Норма опадів, мм        | 10.6                 | 15                   | 23.4                 | 49.8                 | 155.3                | 195.7                | 260.9                | 248.8                | 161.2                | 116.9                | 63.7                 | 17.2                 | 1318.5               |
| Вологість повітря, %    | 77                   | 70                   | 65                   | 68                   | 76                   | 82                   | 86                   | 86                   | 86                   | 86                   | 84                   | 83                   | 79.1                 |
| ----------------------- | -------------------- | -------------------- | -------------------- | -------------------- | -------------------- | -------------------- | -------------------- | -------------------- | -------------------- | -------------------- | -------------------- | -------------------- | -------------------- |
| Джерело: data.cma.cn    |                      |                      |                      |                      |                      |                      |                      |                      |                      |                      |                      |                      |                      |